# Intifada
Intifada (en árabe: اِنْتِفَاضَة‎, romanizado: intifāḍa, lit. 'levantamiento, rebelión'; del árabe اِنْتِفَاض, intifāḍ, «agitar, transgredir») es el nombre popular de las rebeliones de los palestinos de Cisjordania y la Franja de Gaza contra Israel. Los objetivos de estos levantamientos han sido liberar los territorios palestinos de la ocupación israelí. Estos «levantamientos» han sido objeto de crítica por algunos sectores sociales y organizaciones, que señalan estar promovidos por grupos religiosos extremistas que incitan abiertamente la violencia hacia civiles y a sembrar el terror. Otros sectores opinan que se trata de actos propios de resistencia frente al invasor y que están justificados de acuerdo al derecho internacional. Estos alzamientos se encuentran entre los aspectos que más han influido en el desarrollo del conflicto árabe-israelí en las últimas décadas.
Las intifadas empezaron como campañas de agitación palestinas, generándose así un ciclo de violencia inercial de difícil solución. En diciembre de 2017 la organización Hamás instó a los palestinos a comenzar una Tercera Intifada, debido al reconocimiento de Jerusalén como capital de Israel por los Estados Unidos.

## Primera Intifada
La Primera Intifada empezó en 1987 con la famosa «Guerra de las piedras». Las imágenes televisadas mostraban batallas callejeras entre palestinos y miembros de las Fuerzas de Defensa de Israel en las que los palestinos atacaban con piedras y otros objetos al ejército de Israel y este respondía con armas de fuego; de ahí el nombre de «Guerra de las piedras» o «Piedras contra balas». La violencia decayó en 1991 y tocó a un fin más completo (aunque no decayó totalmente) con la firma de los Acuerdos de Oslo (13 de septiembre de 1993) y la creación de la Autoridad Nacional Palestina.
Desde el 9 de diciembre de 1987 hasta la fecha de la firma de los citados Acuerdos, 3162 palestinos y 127 israelíes murieron a causa de los enfrentamientos de la Primera Intifada.

## Segunda Intifada
La Segunda Intifada, que se ha dado en llamar Intifada de al-Aqsa, empezó en septiembre de 2000 como respuesta a la visita del político Ariel Sharón a la Explanada de las Mezquitas de Jerusalén. Los palestinos interpretaron este acto como una provocación y reaccionaron atacando con cuchillos a las fuerzas israelíes. La represión tuvo como resultado siete palestinos muertos. Se produjeron violentas insurrecciones a lo largo de la Línea Verde. Se terminó oficialmente el 24 de febrero de 2005. Esta segunda intifada dejó más de 5000 palestinos (en su mayoría civiles) y más de 1000 israelíes muertos (en su mayoría civiles). Además, la victoria de Israel significó el aislamiento definitivo de la Franja de Gaza.

## Tercera Intifada
El viernes 8 de diciembre de 2017, el líder de Hamás Ismail Haniya pidió a los palestinos que participaran en una tercera Intifada a través del denominado «Viernes de Furia», motivada por la decisión del presidente de Estados Unidos, Donald Trump, de reconocer a Jerusalén como capital del Estado de Israel. Dicha decisión fue duramente criticada por la totalidad de los gobiernos árabes y musulmanes y de países occidentales que comparten la idea de que Jerusalén debe ser una capital compartida por Israel y por un futuro Estado de Palestina. Las diversas críticas señalaron que este movimiento de la administración Trump, lejos de incentivar el diálogo entre las partes, sólo logró generar una nueva ola de violencia y tirar por la borda todos los esfuerzos de los anteriores gobiernos norteamericanos en materia del conflicto en cuestión. Las protestas fueron masivas tanto en Cisjordania y Gaza como en todos los países musulmanes. Las Fuerzas de Defensa de Israel reprimieron a los manifestantes en Gaza y Ramala. Hasta el momento, los disturbios provocaron al menos dos muertos y más de 100 heridos.

### Intifada de los Cuchillos
Hechos violentos (manifestaciones con proyección de piedras y pequeños objetos explosivos, represión con gas lacrimógeno y balas de caucho, asesinatos o intentos de asesinatos de israelíes con armas de fuego o armas blancas, ejecución extrajudicial de los agresores palestinos utilizando fuerza letal, tiros contra manifestantes palestinos contrarios a las colonias, o la utilización de camiones o automóviles para atropellar y asesinar a ciudadanos israelíes, destrucción de casas y hogares palestinos) entre palestinos e israelíes a partir de septiembre de 2015 hasta el estallido de protestas de 2018 a 2019.